# Alexander Lee Eusebio
Alexander Lee Eusebio (Hangul: 알렉산더 이 유세 비오;  Hong Kong, 29 de julio de 1988), más conocido como Alexander (Hangul: 알렉산더) o Xander, es un cantante, rapero y presentador de televisión, surcoreano nacido en China. Forma parte del grupo masculino surcoreano U-KISS.

## Carrera

### Música
Debutó como solista bajo su nueva agencia llamada, "M Plus Entertainment" y editó su primer sencillo titulado, "I Just". 
Su primera aparición después de salir del grupo U-KISS, asistió a una reunión de fanes de manera privada, que fue celebrada en Hong Kong. 
Interpretó un tema musical titulado "The Kimchi Song" del OST del drama "Immortal Masterpiece". 
En 2013 interpretó una canción en la versión coreana de la canción tema de OST, de la película, "You And I".
En 2023 se reincorporo a U-KISS para el aniversario 15 del grupo y posteriormente firmó con tango music junto a Eli, convirtiéndose nuevamente en un integrante del grupo.

### Televisión y cine
Fue protagonista de un drama difundido por un canal de televisión de la red "A Korean", de la serie titulada "Immortal Masterpiece".
En 2013, hizo su debut en la industria del cine con una coproducción de Singapur y Australia de la película titulada "3 Peas In A Pod", que fue escrita, producida y dirigida por la actriz y cineasta Michelle Chong.

## Discografía
Álbumes
- 2011: ALEXANDER (In Korean, Japanese and English separate versions)

Sencillos
- 2011: "I Just"
- 2013: "3 Peas In A Pod OST" - You And I

## Filmografía
Como actor
- Immortal Masterpiece
- God's Quiz 3 - como Lee Han-seo (episodio 6)
- 3 Peas in a Pod (2013)
- Moorim School
- My Korean Jagiya